# Bigote de manillar

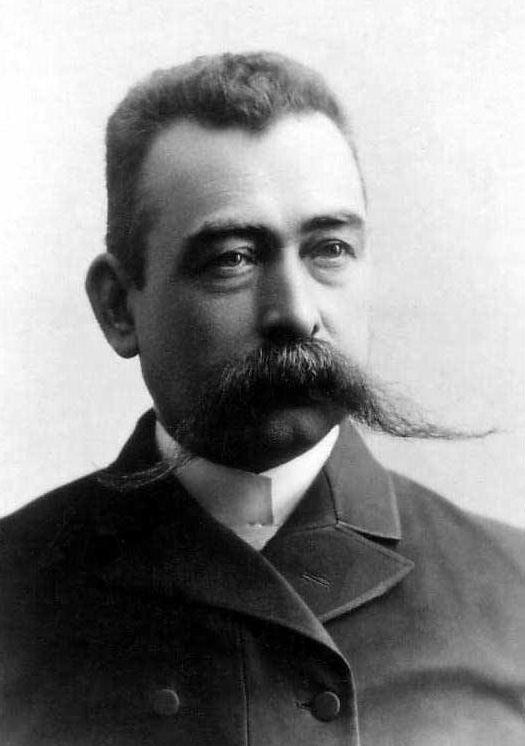
Copenhagen creador de pelucas alrededor de 1893.

Un bigote manillar es un bigote con extremidades particularmente largas y curvadas hacia arriba. Estos estilos de bigote reciben su nombre por su parecido con los manillares de una bicicleta. También se conoce como bigote espagueti, debido a su asociación estereotípica con los hombres italianos. El Club del Manillar describe humorísticamente el estilo como "un apéndice hirsuto del labio superior con extremidades agarrales".

## Historia
Estilos similares de bigote son bastante antiguos, apareciendo en estatuas y otras representaciones de los Celtas de la Edad de Hierro. En Estados Unidos, los bigotes manillar fueron usados en la última parte del siglo XIX por figuras del Salvaje Oeste como Wyatt Earp.En Europa, los bigotes manillar eran usados a menudo por soldados durante el siglo XIX hasta aproximadamente la época de la Primera Guerra Mundial.
El actor cómico inglés Jimmy Edwards cultivó su distintivo bigote manillar a finales de la década de 1940 para disfrazar las lesiones faciales sufridas como piloto en la Segunda Guerra Mundial.
En 1972, para ganar un premio de $300 por "mejor vello facial" ofrecido por el dueño del equipo Charlie O. Finley, el lanzador de los Oakland A's, Rollie Fingers, se dejó crecer un bigote manillar que lució a lo largo de su carrera.
Más recientemente, la subcultura hipster contemporánea ha adoptado el bigote manillar burlándose de los ideales convencionales de la moda y combinando un bigote manillar muy cuidado con la representación de una apariencia descuidada o un conjunto de ropa seleccionado de manera descuidada.

### Famosos con bigote de manillar

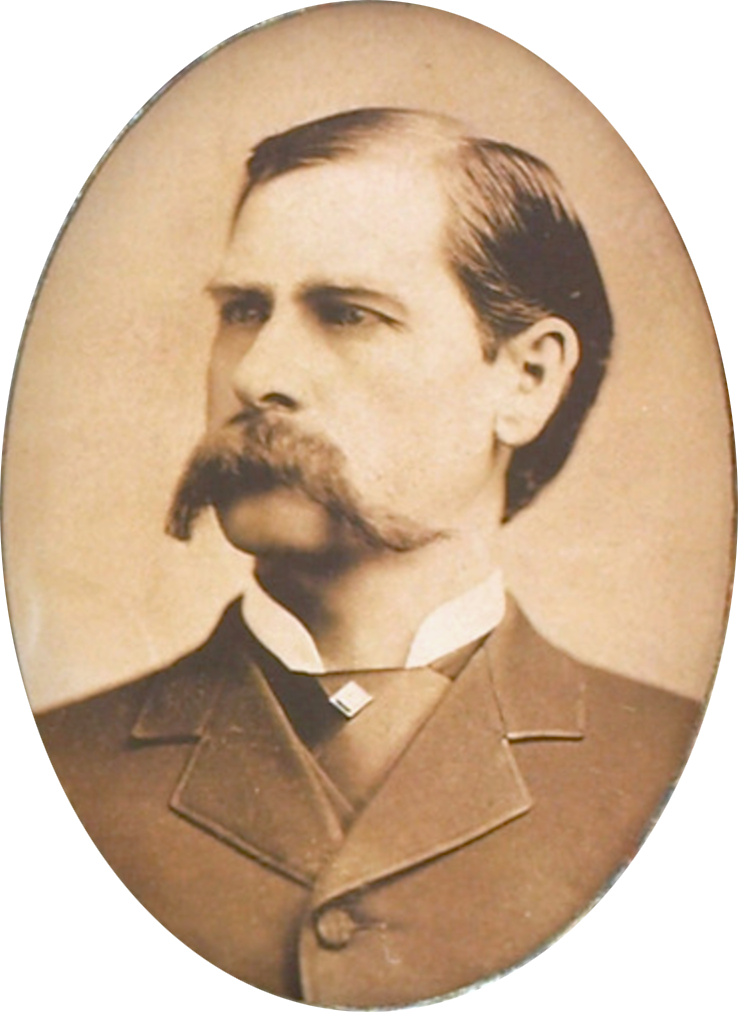
Wyatt Earp
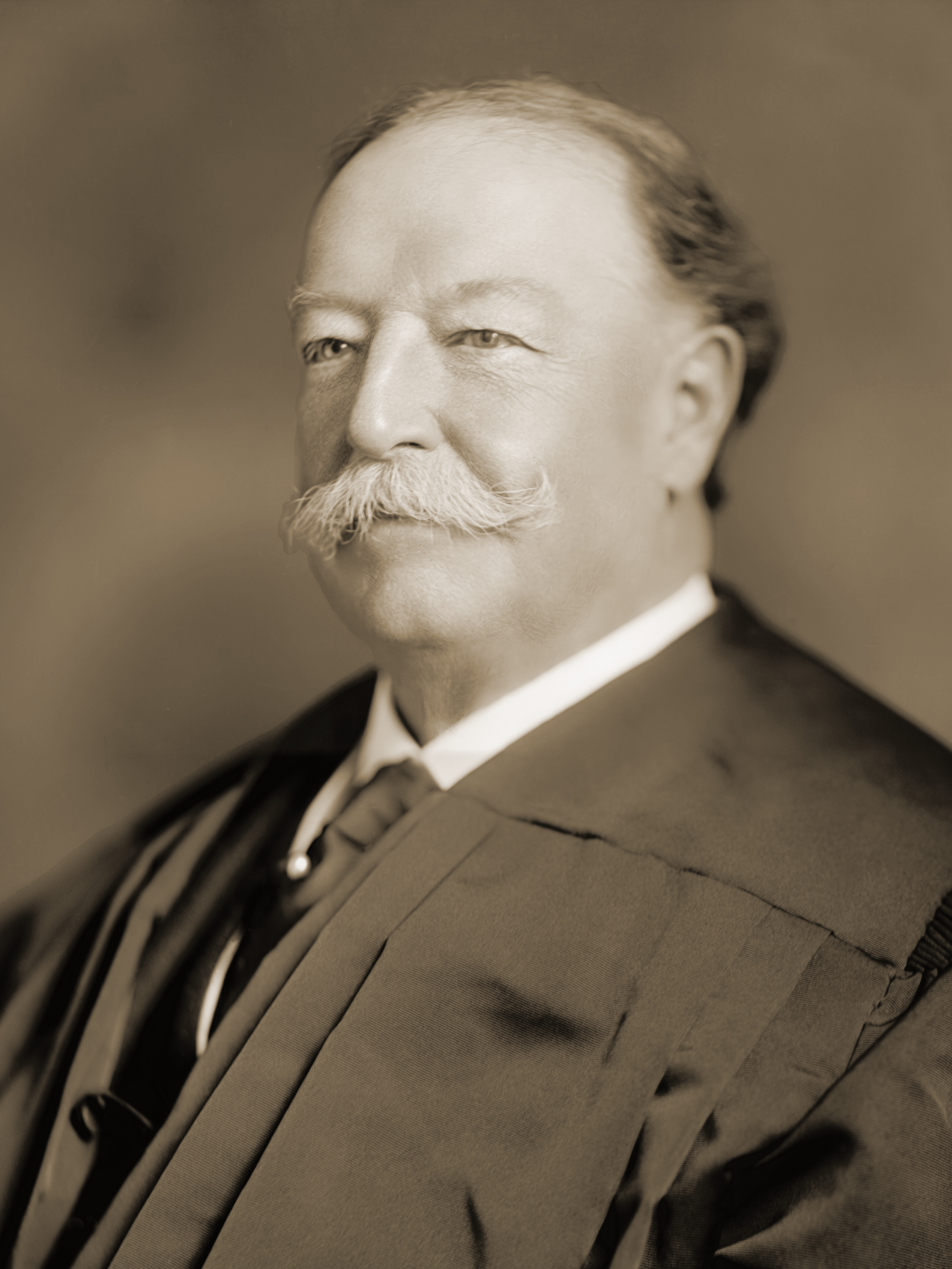
William Howard Taft
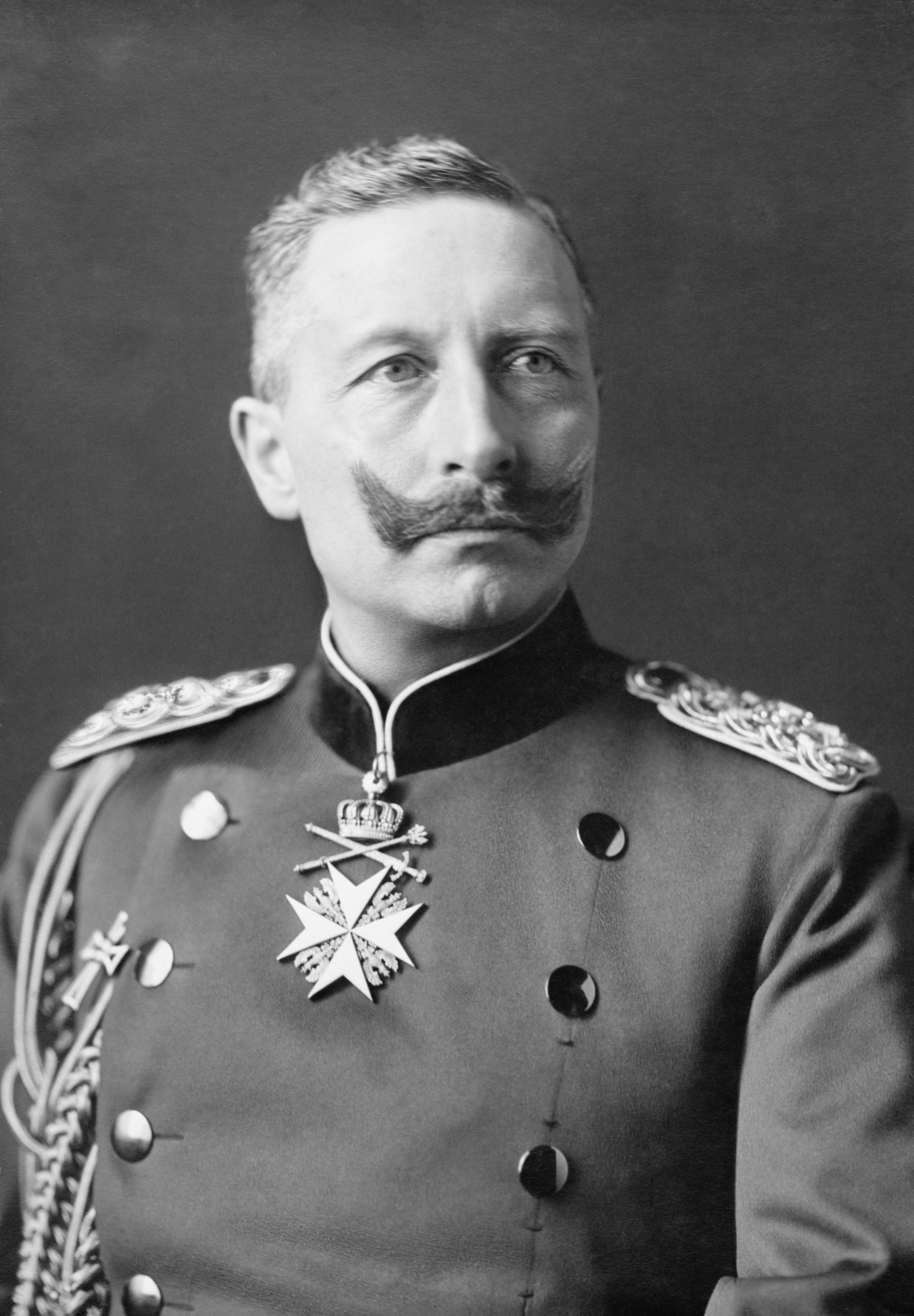
Guillermo II de Alemania
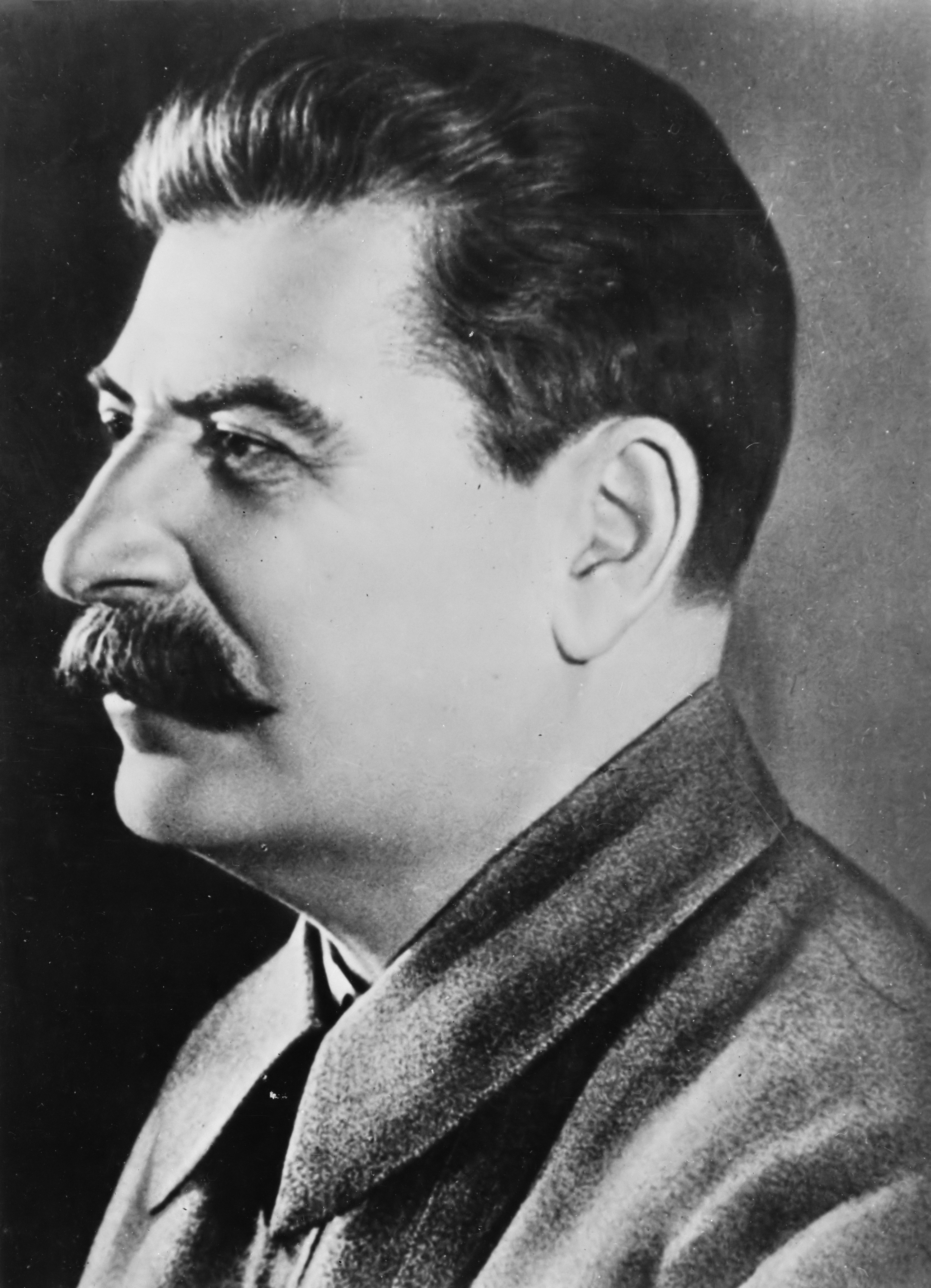
Joseph Stalin
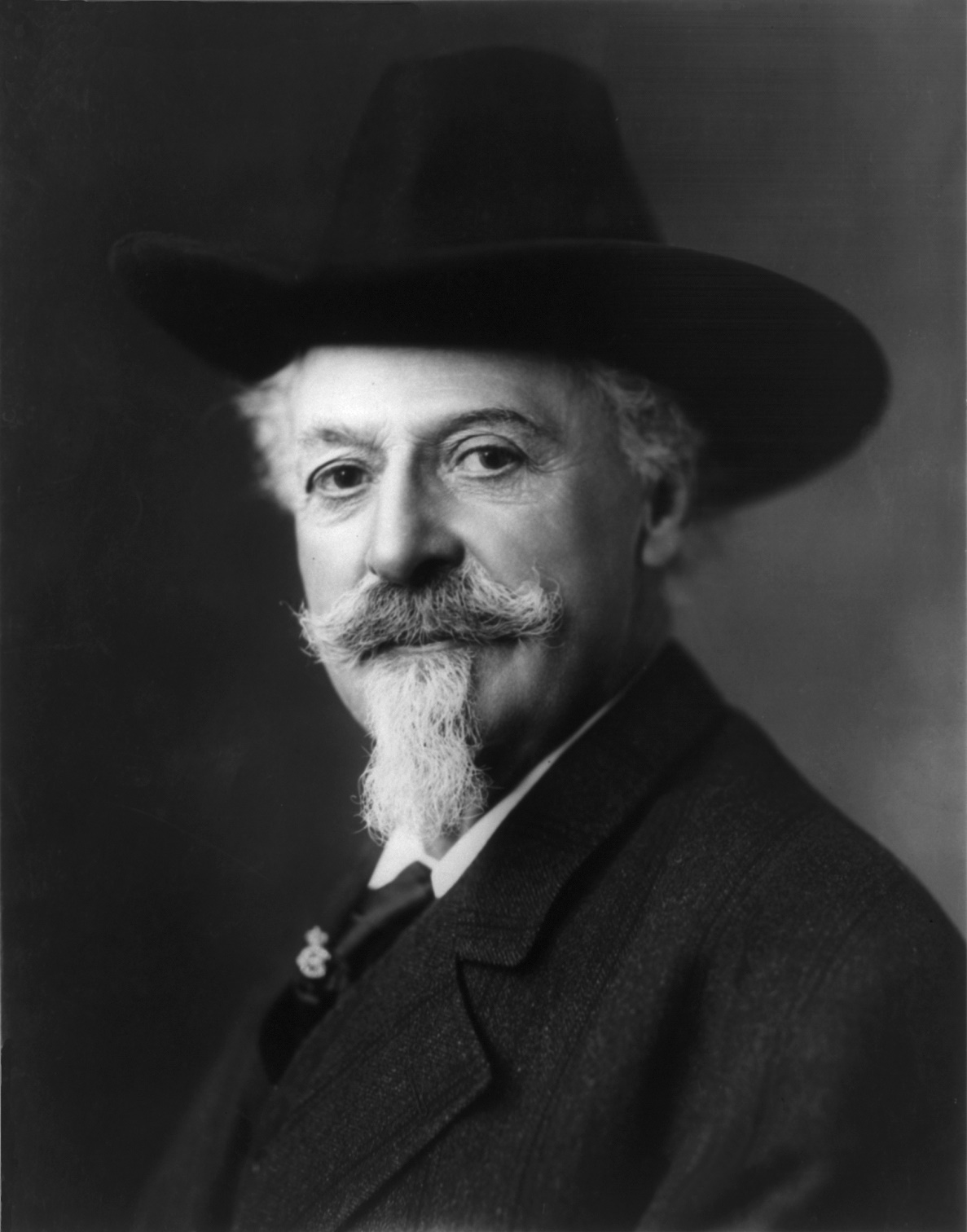
Buffalo Bill
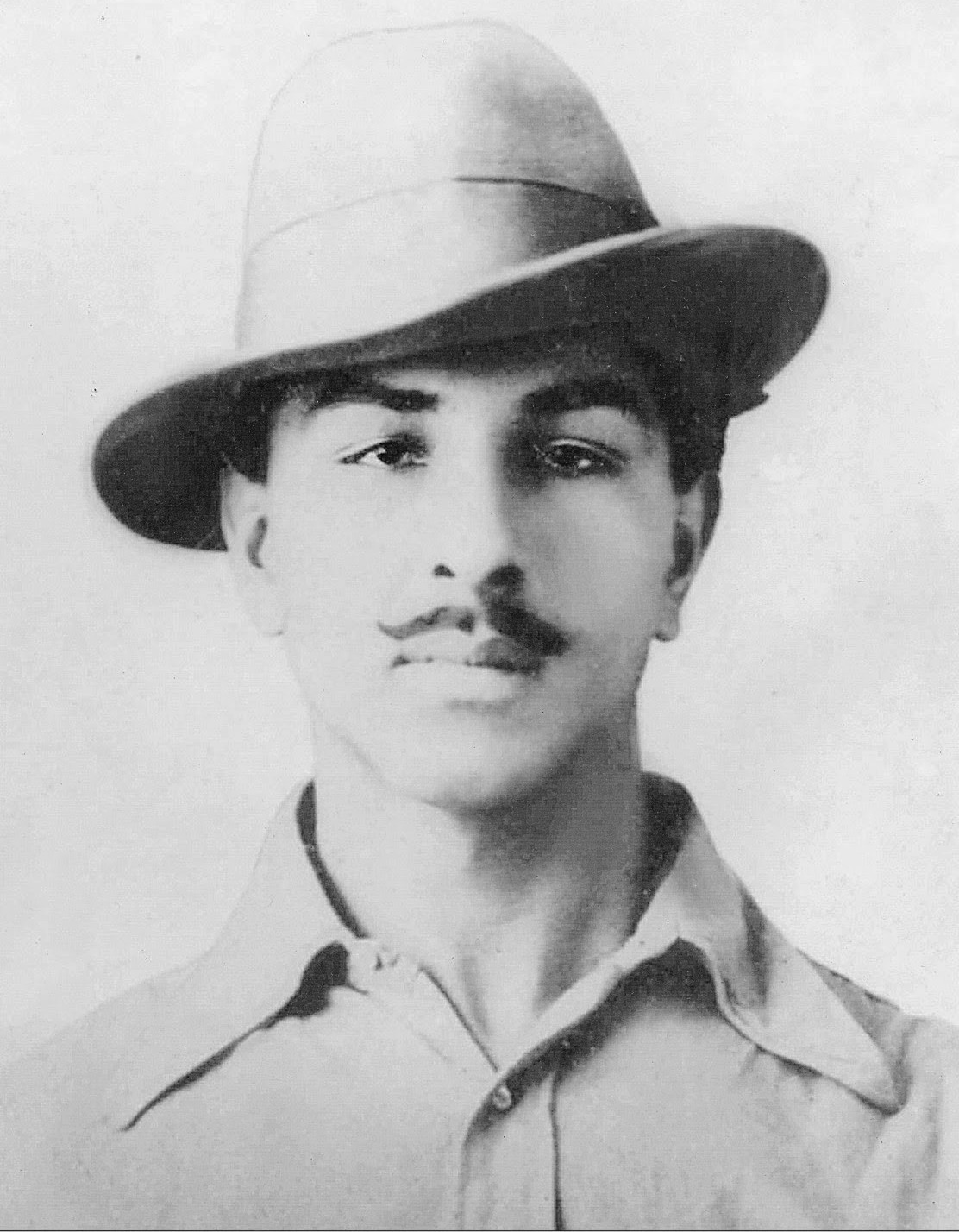
Bhagat Singh
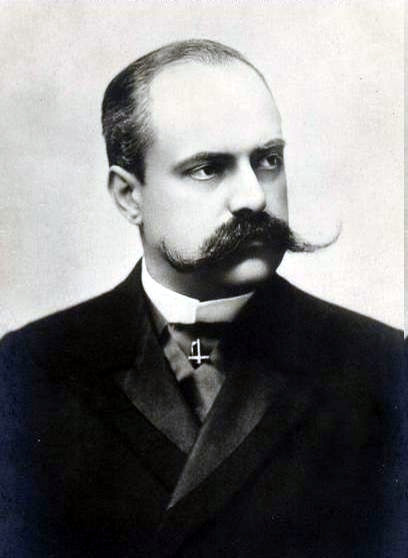
Prince Victor Napoleon
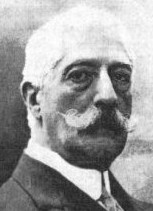
Giovanni Verga
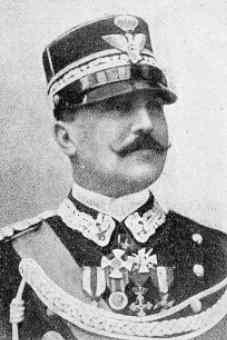
Vincenzo Garioni
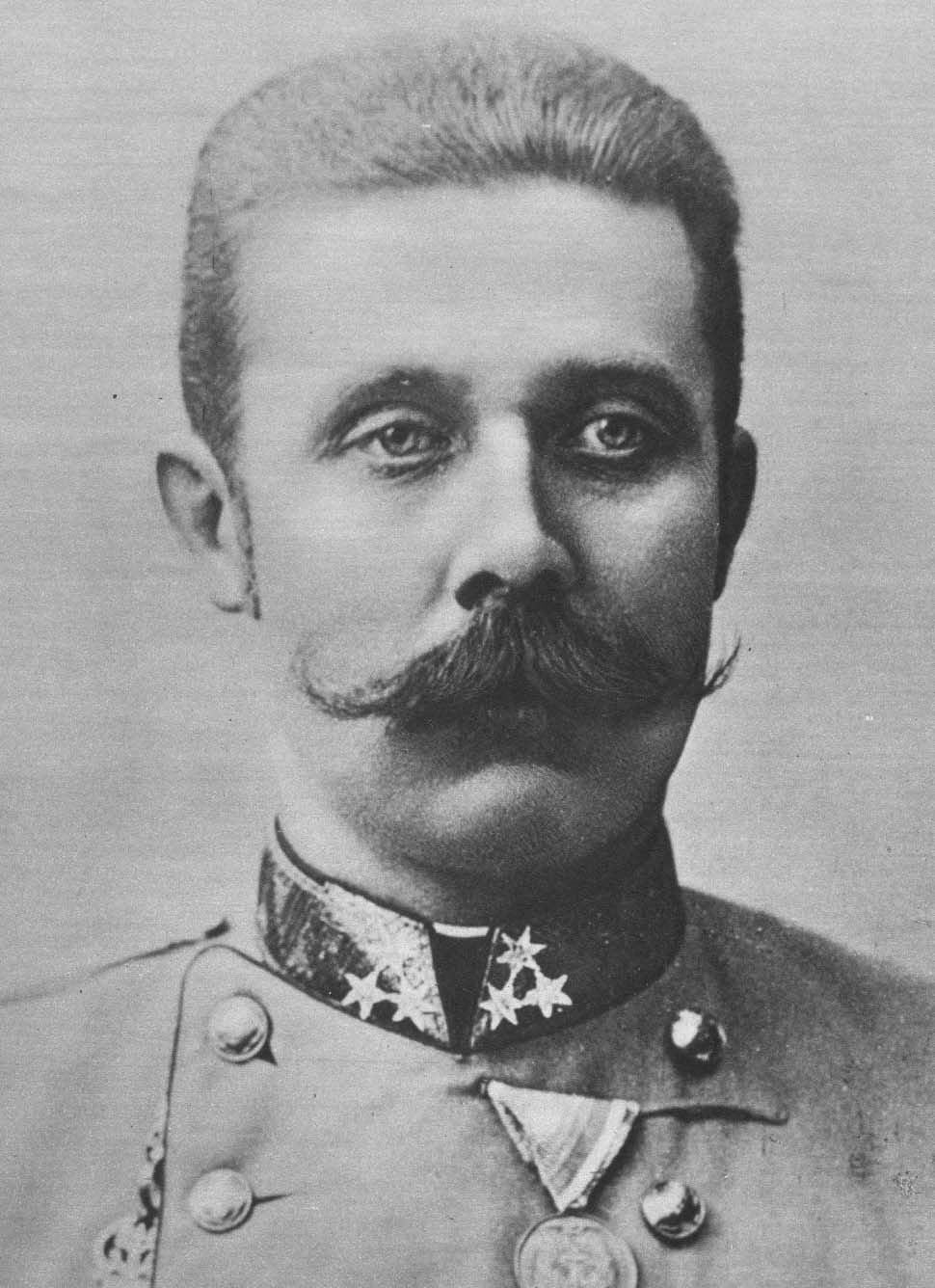
Archiduque Francisco Fernando de Austria
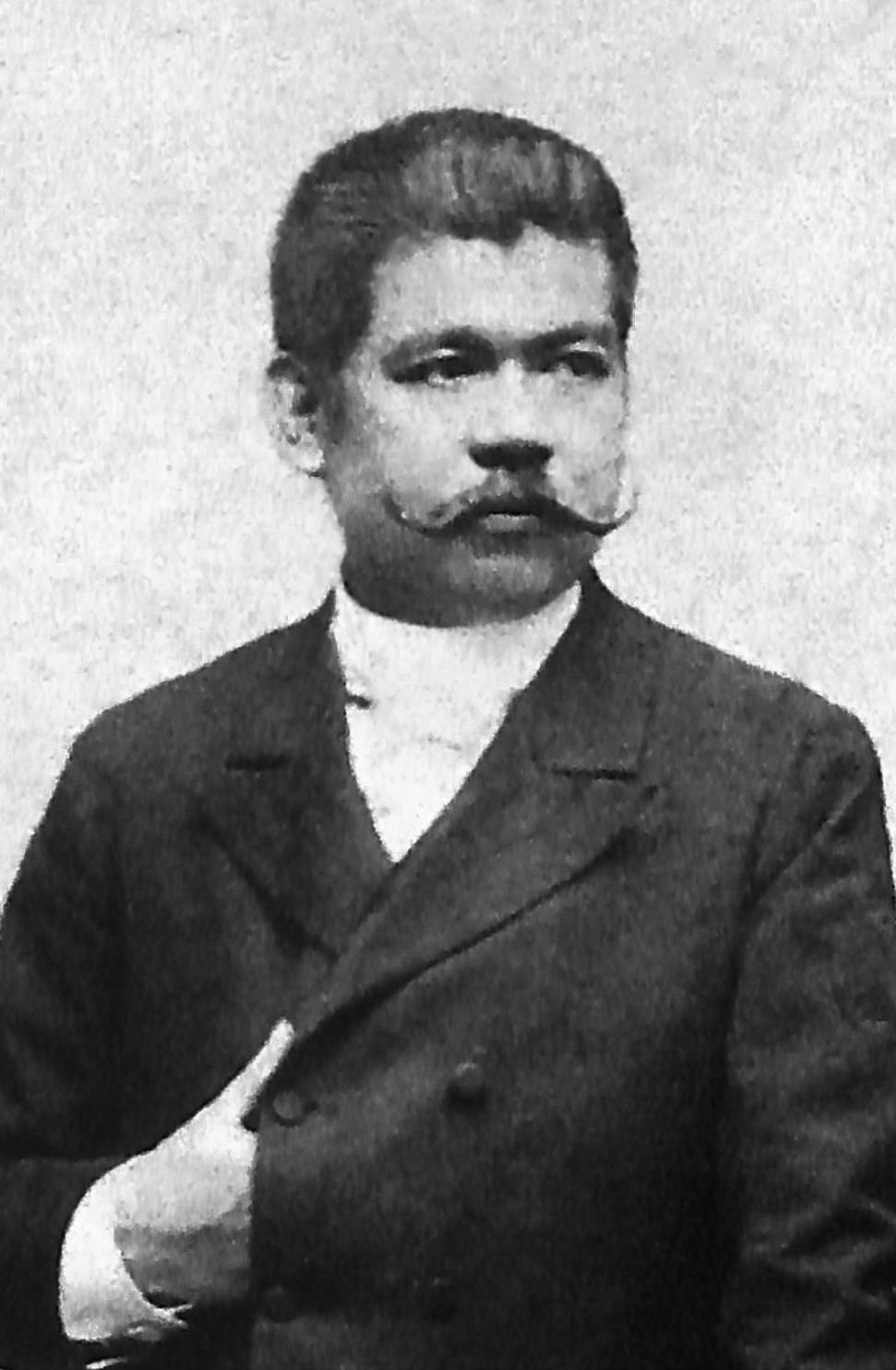
Marcelo H. del Pilar
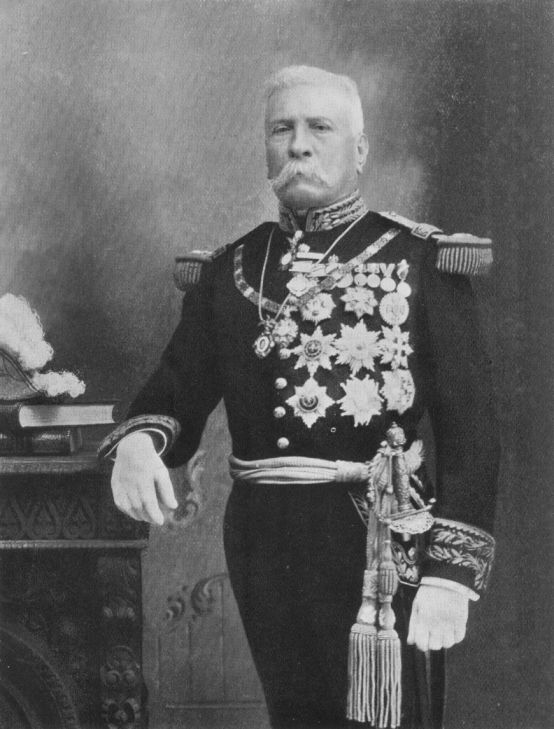
Porfirio Diaz
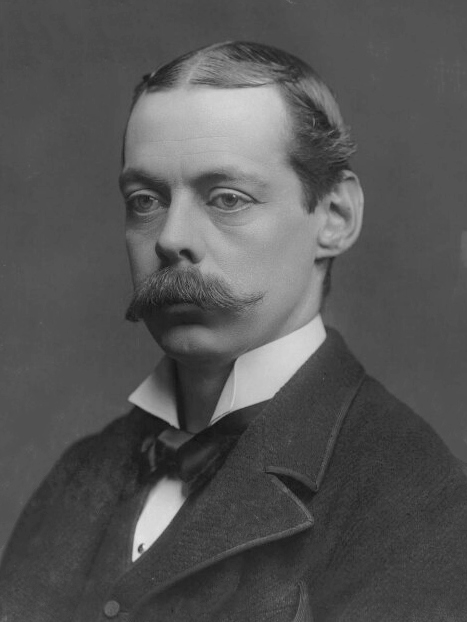
Lord Randolph Churchill
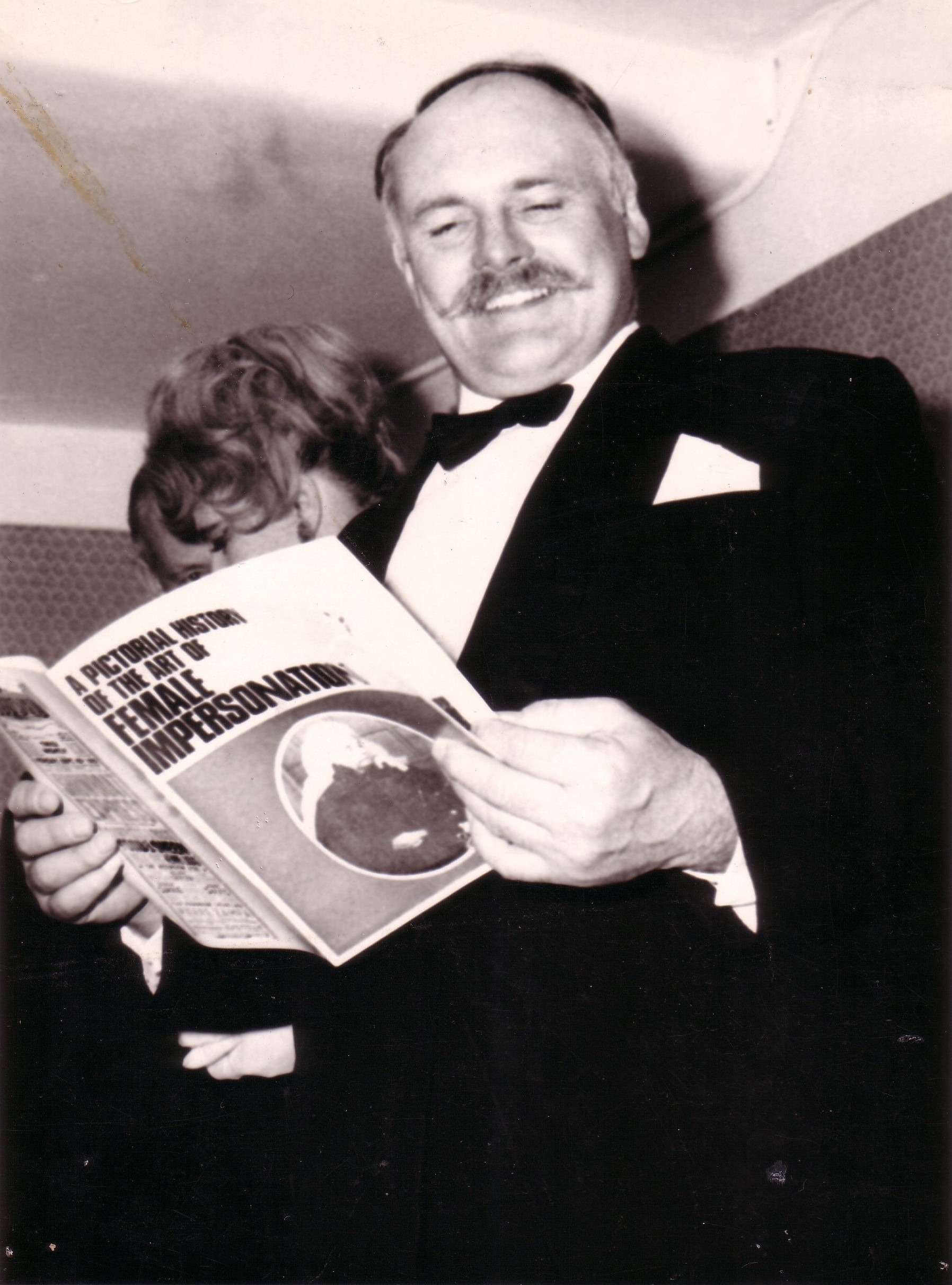
Jimmy Edwards
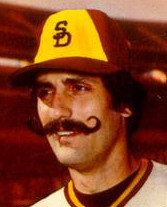
Rollie Fingers
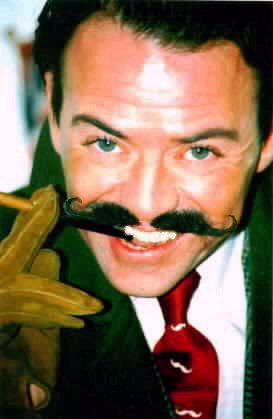
Michael Attree
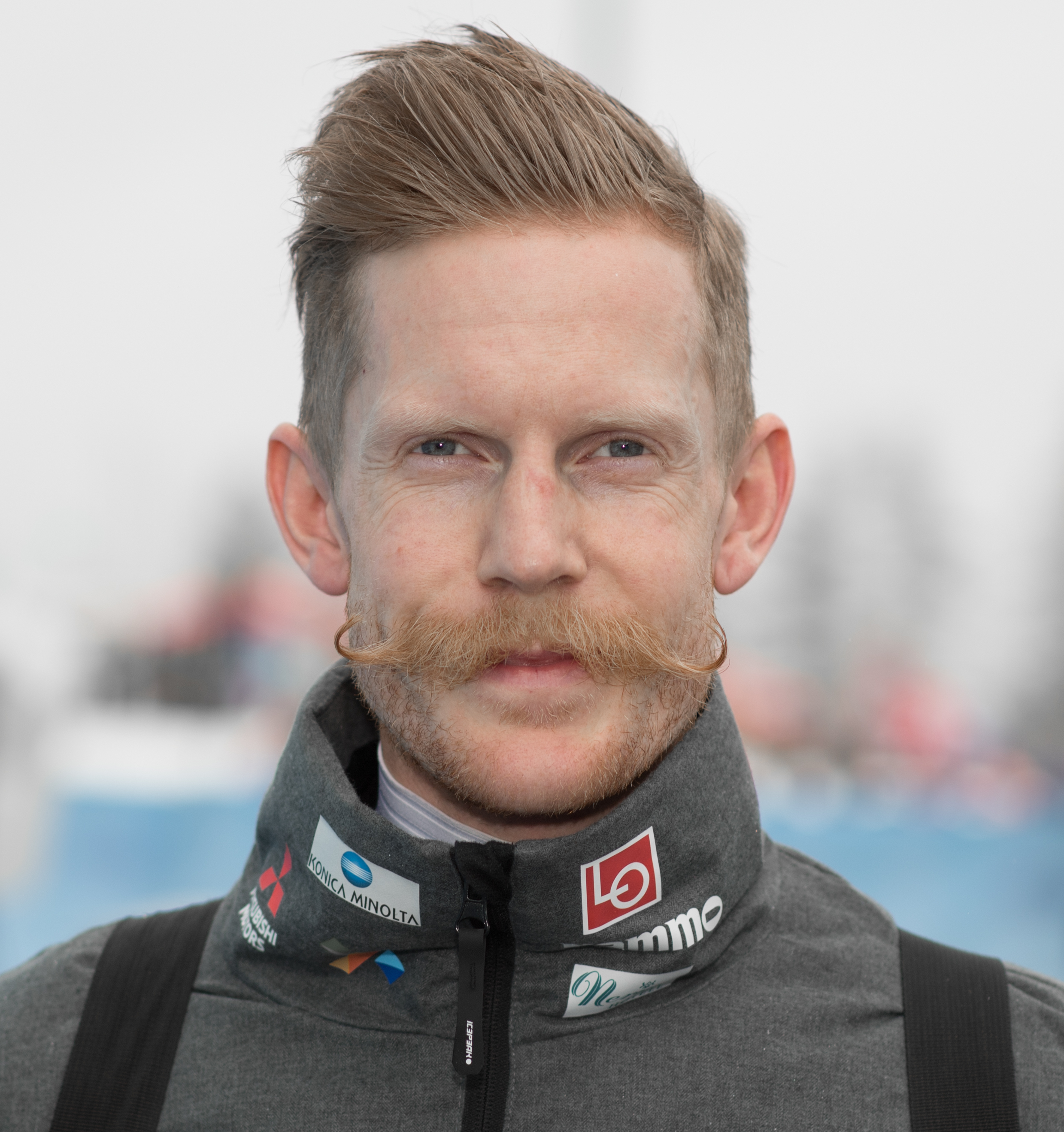
Robert Johansson
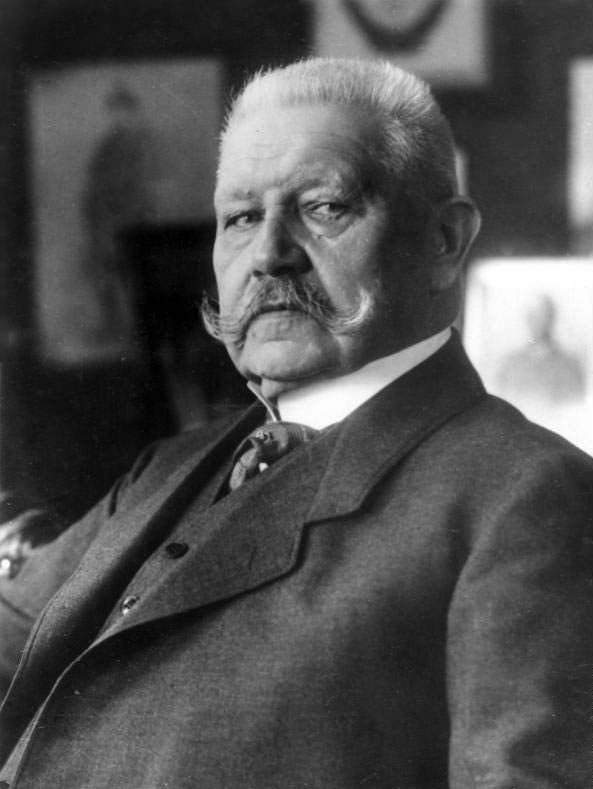
Paul Von Hindenburg
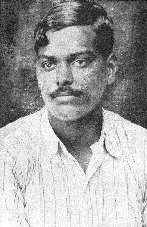
Chandra Shekhar Azad
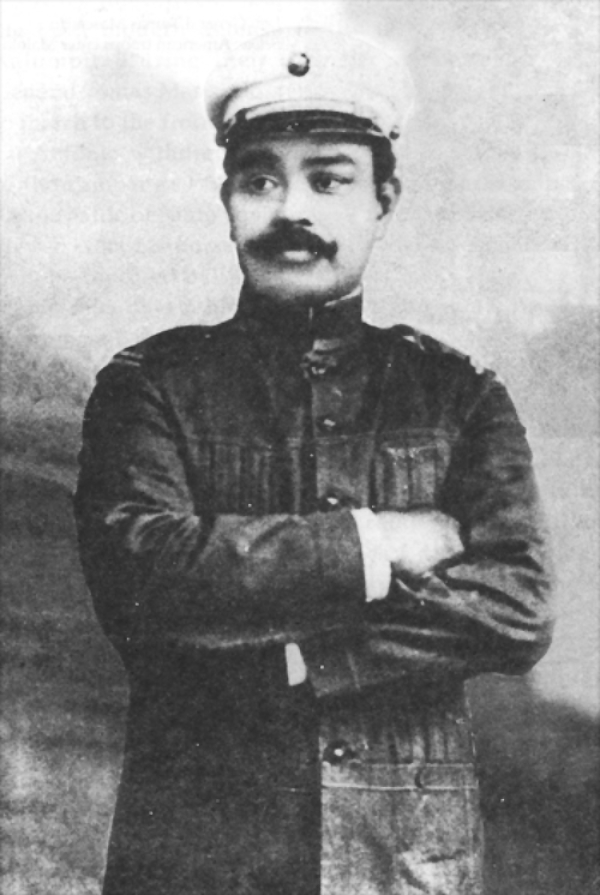
Antonio Luna
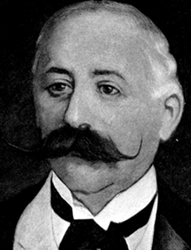
Maurice de Hirsch
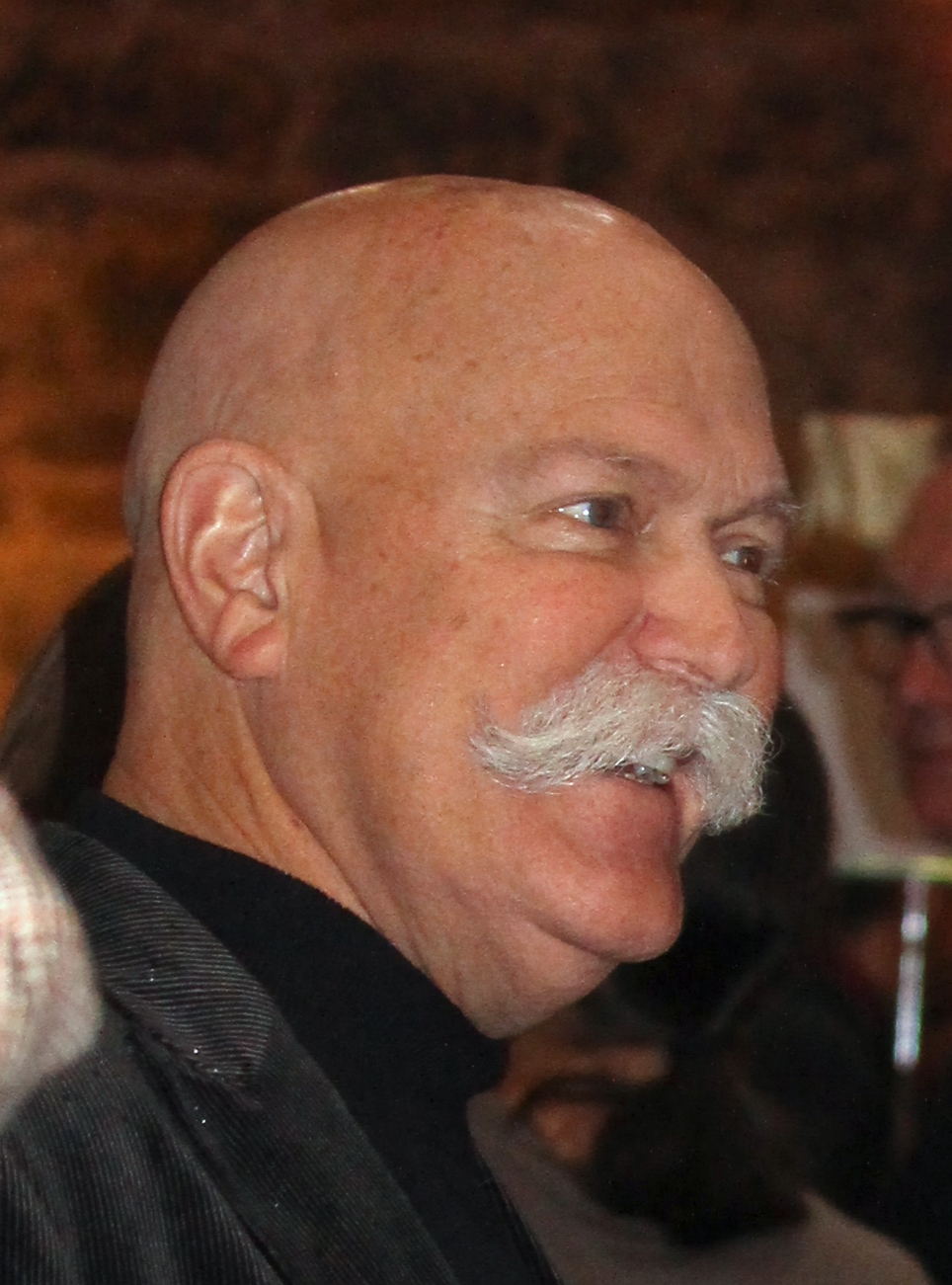
Will Vinton
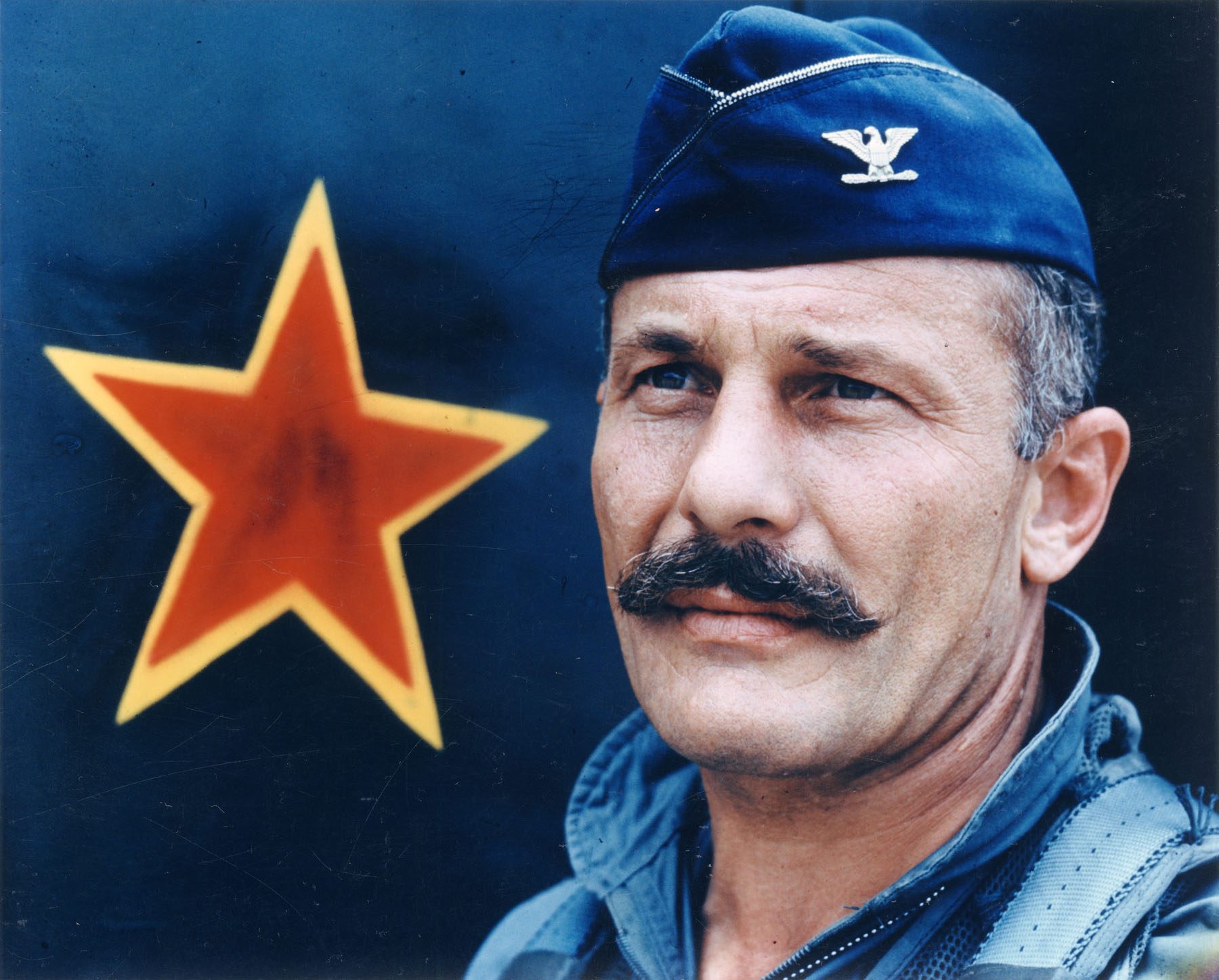
Robin Olds
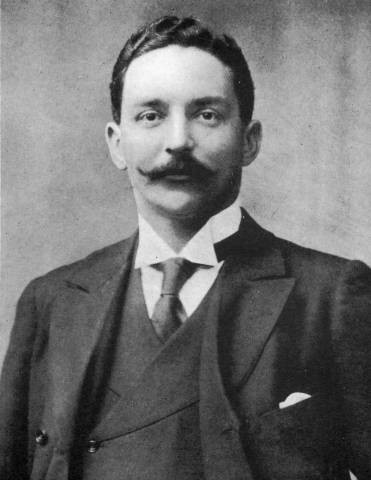
J. Bruce Ismay
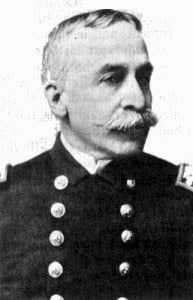
George Dewey
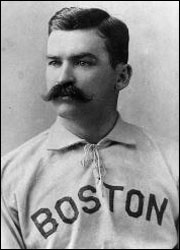
King Kelly
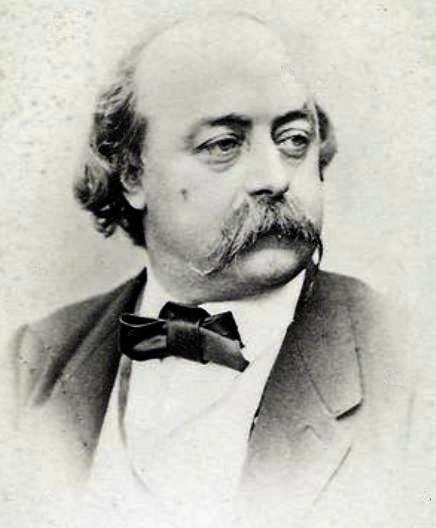
Gustave Flaubert
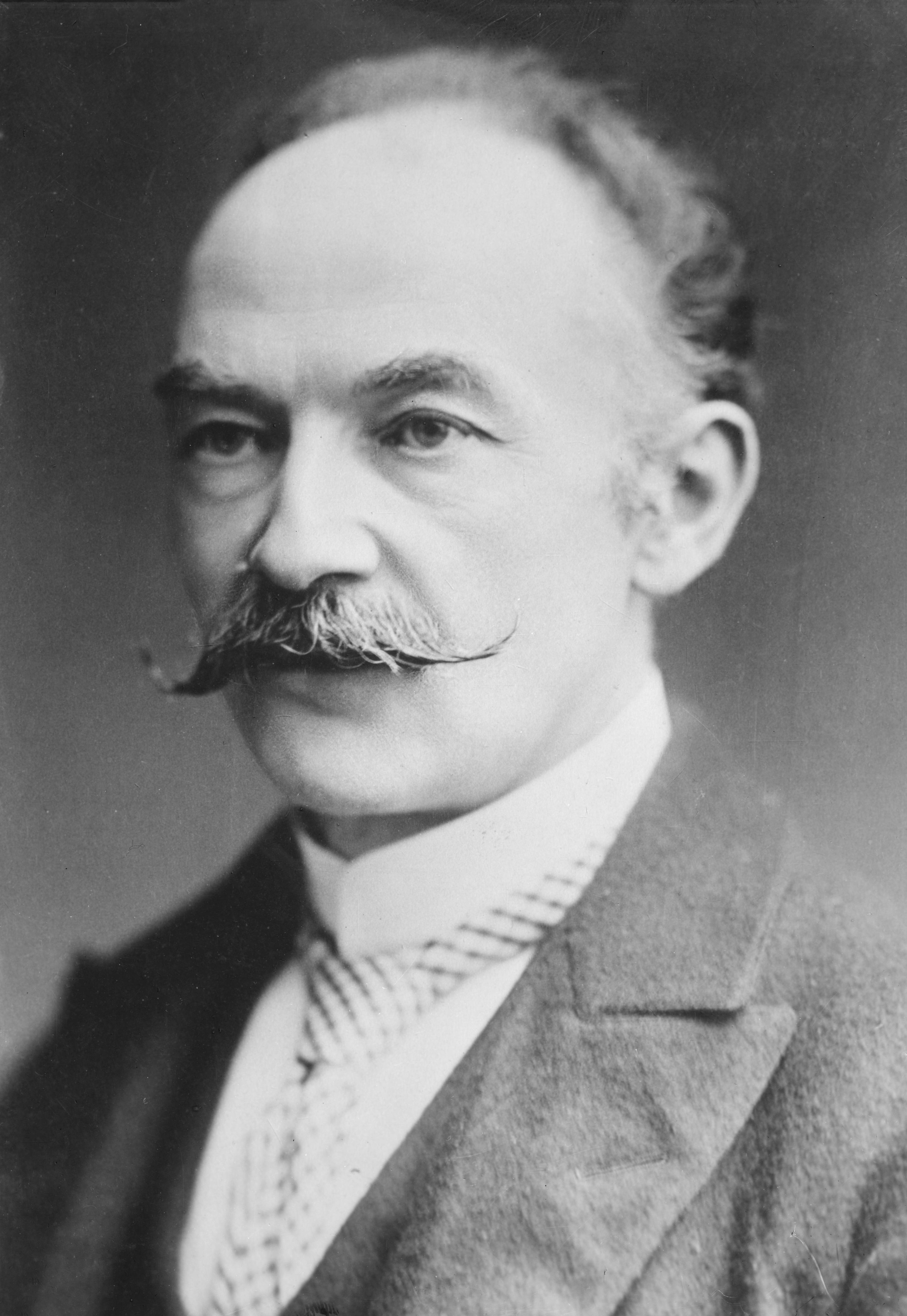
Thomas Hardy
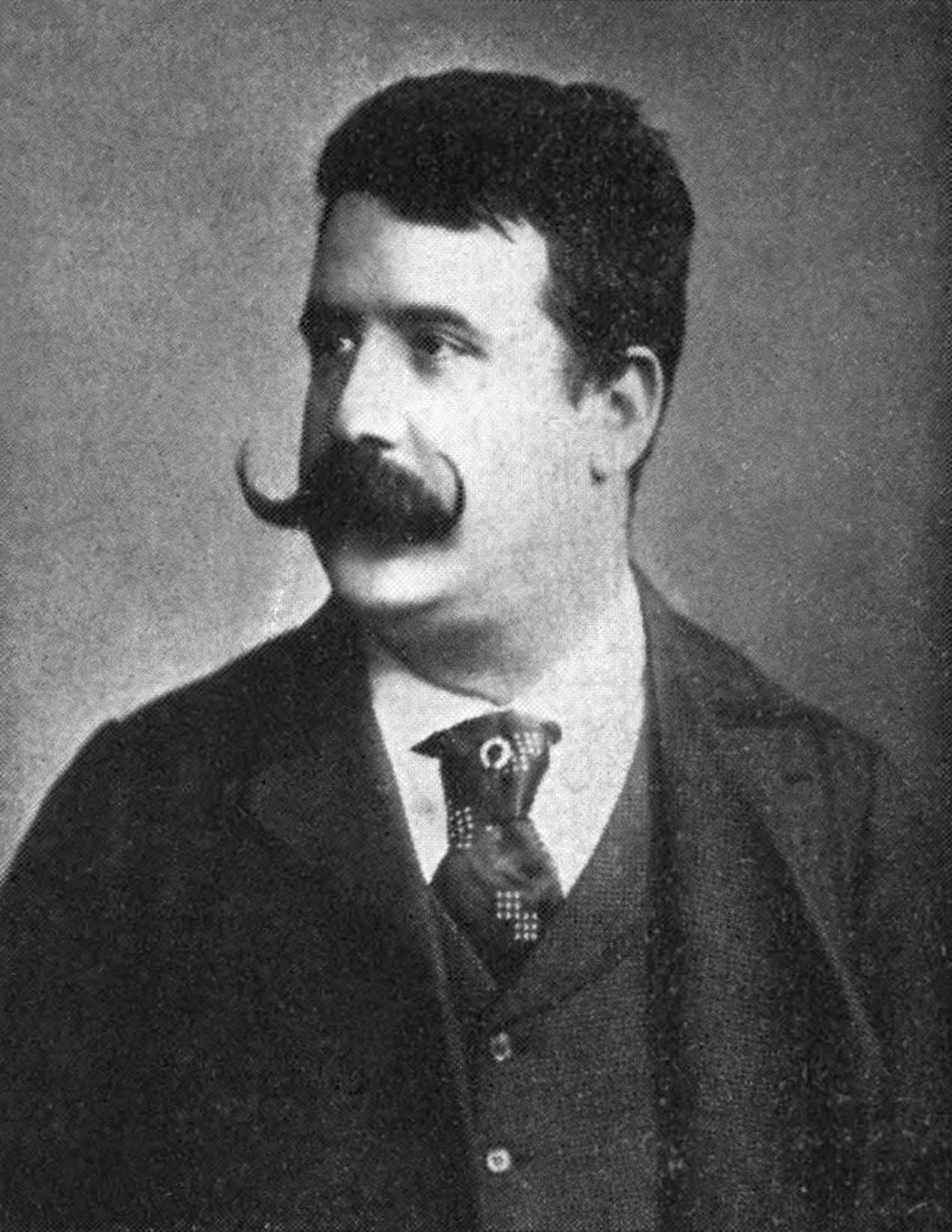
Ruggero Leoncavallo
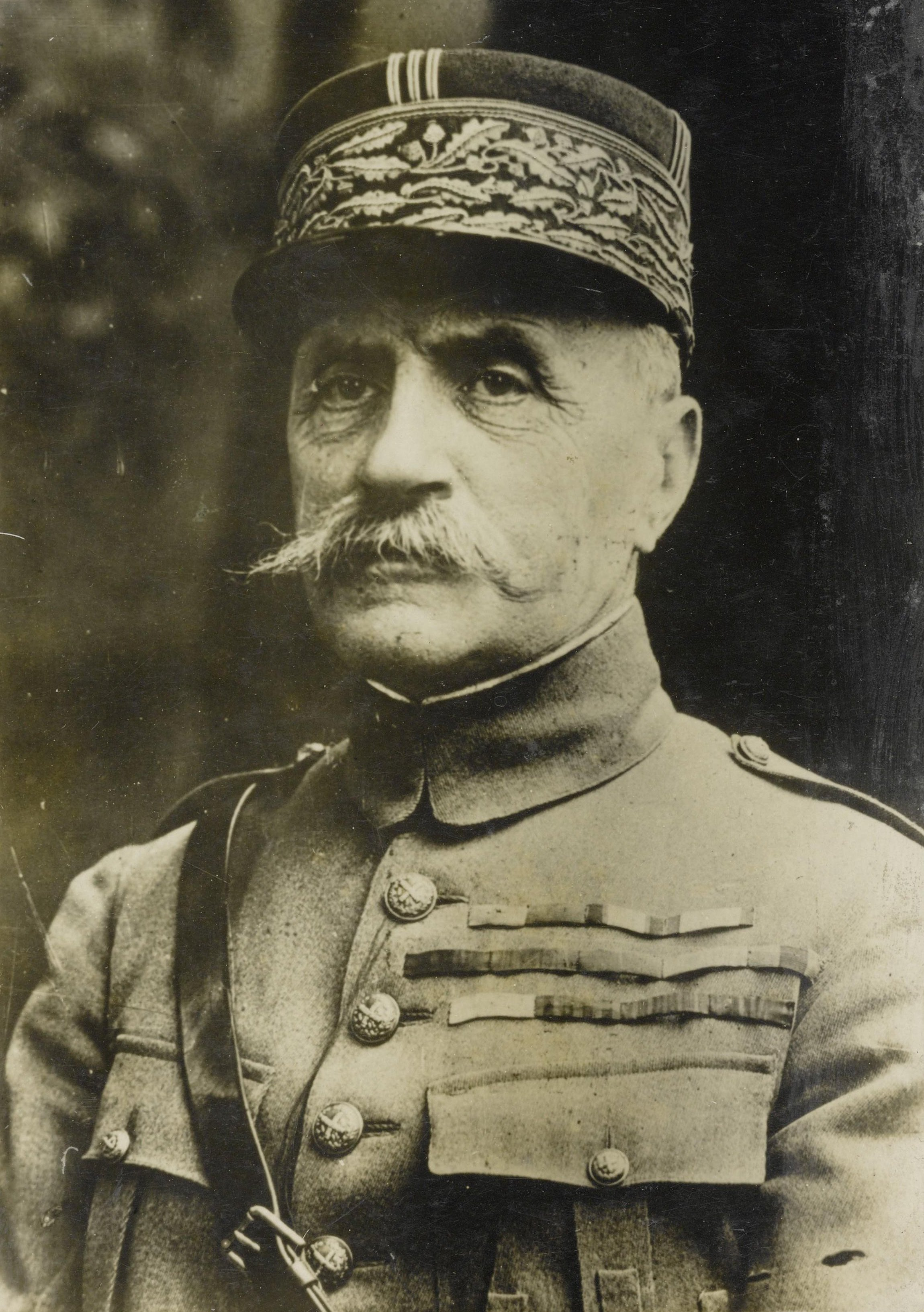
Ferdinand Foch
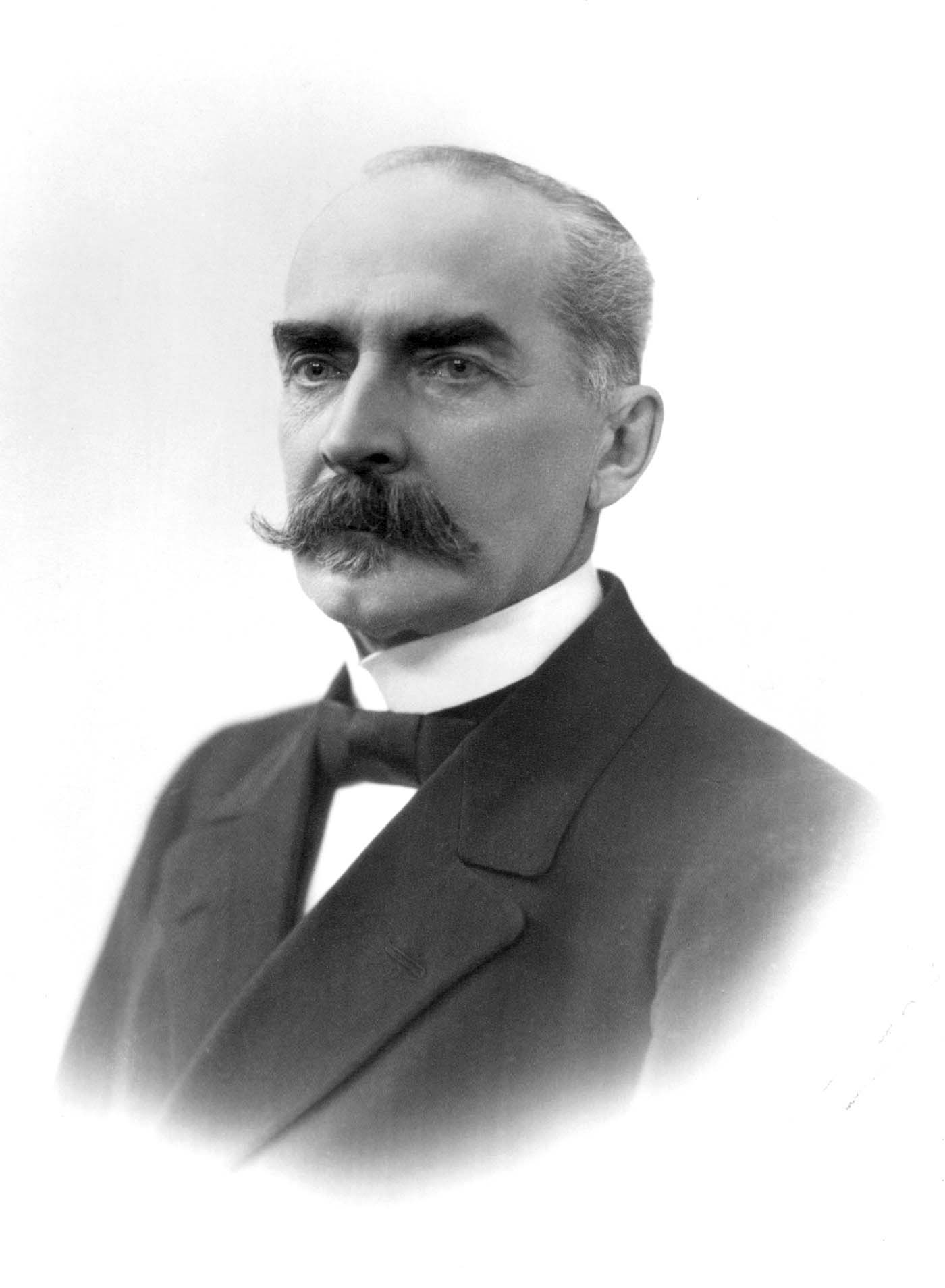
Kaarlo Juho Ståhlberg
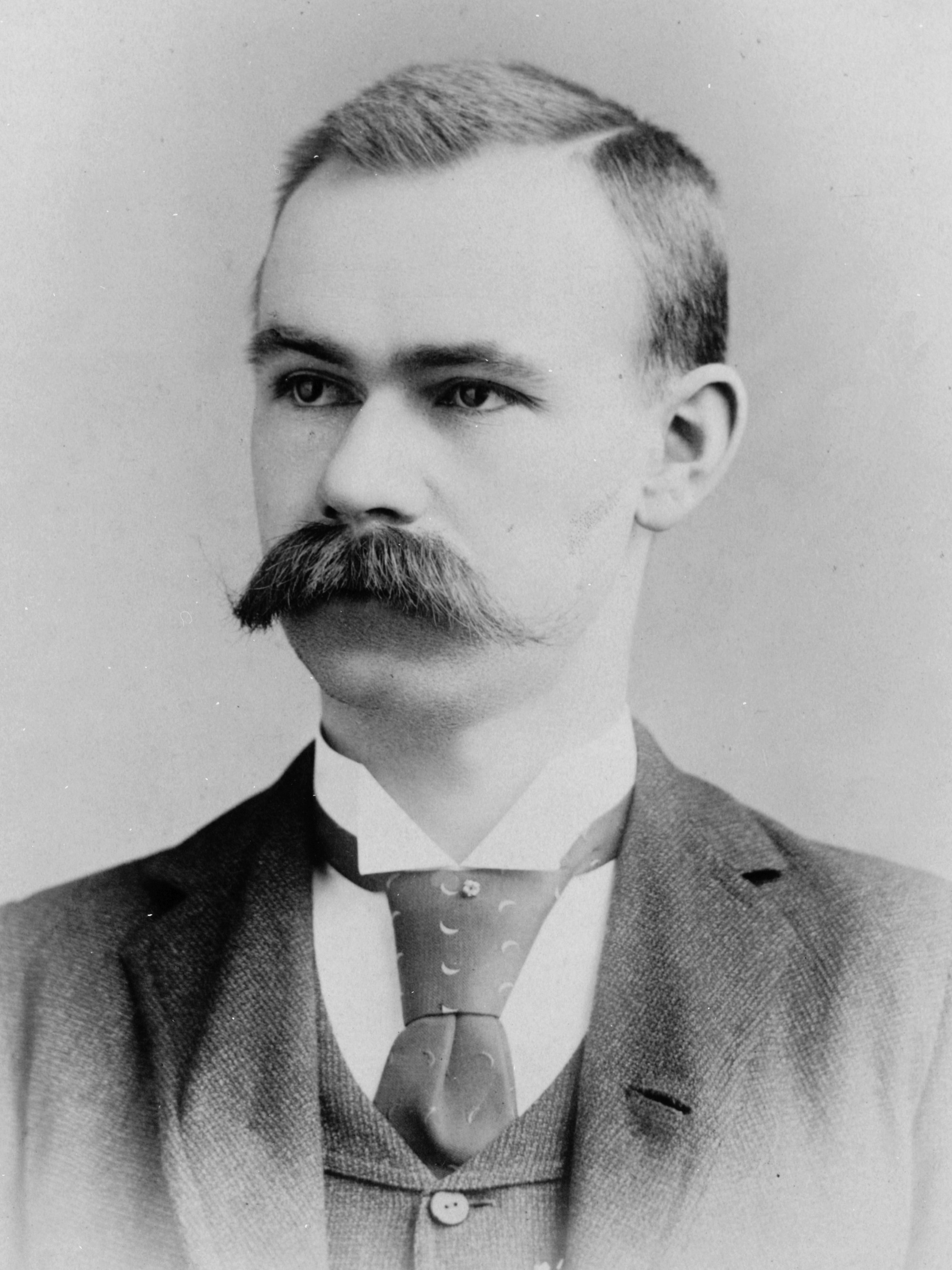
Herman Hollerith
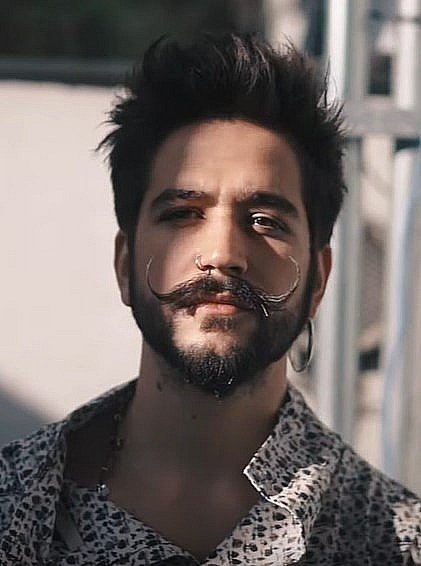
Camilo
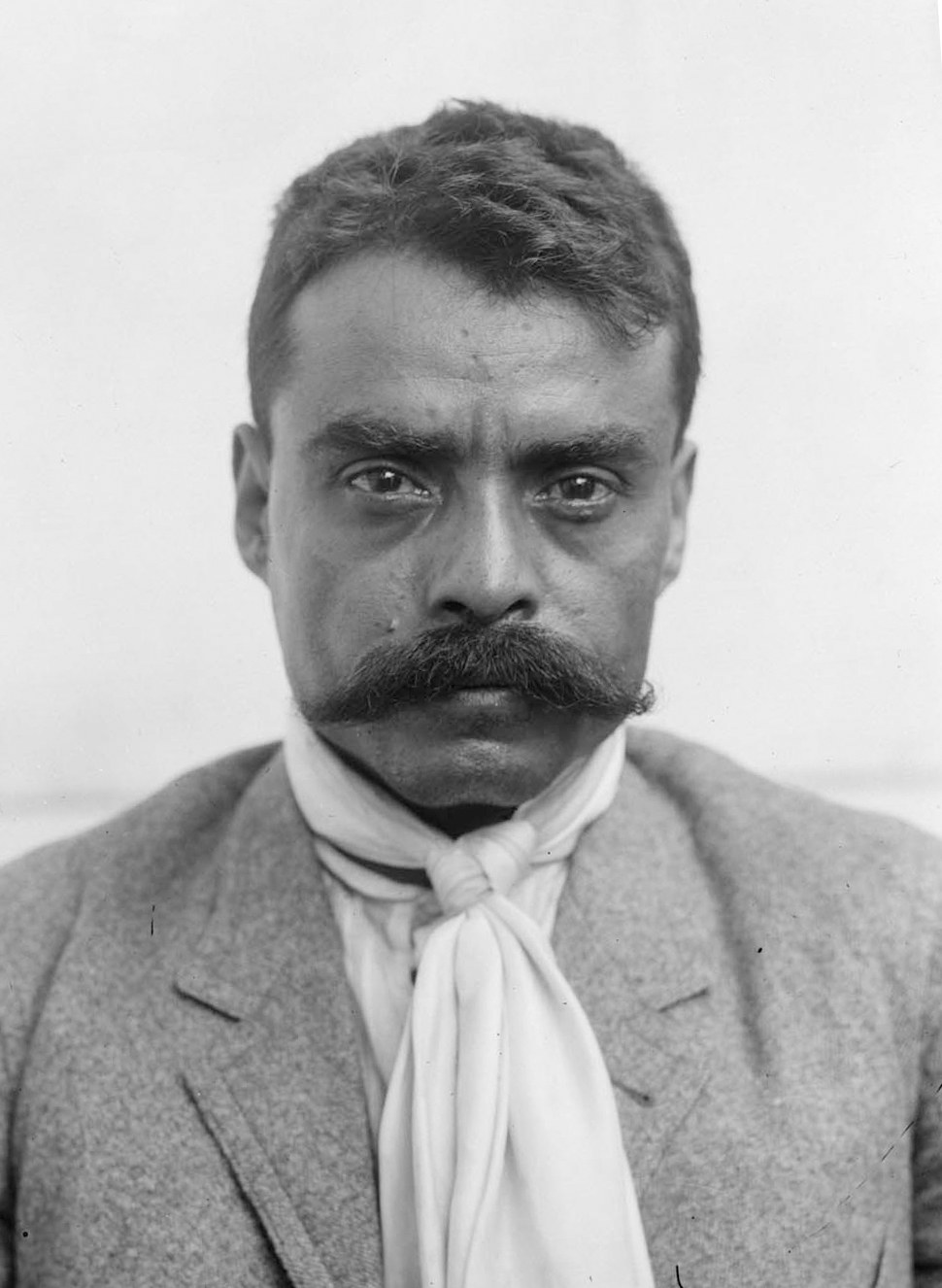
Emiliano Zapata

### Mascotas de empresa
- Pringles
- Mr. Monopoly[22]
- Mr. Boh[23]
- Air India–Maharajá (mascota)[24][25]
- Terrible Herbst

## Estilos
Este estilo generalmente se logra mediante el uso de cera para bigote, aunque gel para el cabello, una plancha rizadora o el rizado natural pueden ser suficientes. En general, cuanto más rizado sean las extremidades, más dramática será la apariencia lograda. Cuando se usa sin cera o arreglo, el estilo del bigote puede parecerse más a un bigote de morsa.